# Yuan'an
Yuan'an, tidigare romaniserat Yüanan, är ett härad som lyder under Yichangs stad på prefekturnivå i Hubei-provinsen i centrala Kina. Det ligger omkring 270 kilometer väster om provinshuvudstaden Wuhan.

## Källa
1. ↑  http://www.geohive.com/cntry/cn-42.aspx
2. ↑  ”worldpostmarks.net”. Arkiverad från originalet den 2 januari 2015. https://web.archive.org/web/20150102101710/http://worldpostmarks.net/HTML%20Countries/china.htm. Läst 22 juli 2015.